# Portanus bilineatus
Portanus bilineatus är en insektsart som beskrevs av Delong 1982. Portanus bilineatus ingår i släktet Portanus och familjen dvärgstritar. Inga underarter finns listade i Catalogue of Life.